# Хайдфельд, Ник
Ник Ха́йдфельд (нем. Nick Heidfeld; 10 мая 1977, Мёнхенгладбах, Германия) — германский автогонщик, чемпион серии Формула-3000 1999 года. В 2000-2011 годах выступал в автогоночной серии Формула-1.
Живёт гражданским браком с Патрицией Папен (род. 8 июля 1977 г.). Дети: дочь Юни (род. 3 июля 2005 г.), сыновья Йода (род. 21 июля 2007 г.) и Юстус (род. 16 августа 2010 г.).

## Начало карьеры
Ник родился в 1977 году в городе Мёнхенгладбах, земляк другого известного гонщика, Хайнца-Харальда Френтцена. Начал заниматься картингом с 11 лет. В 1994 году Хайдфельд перешёл в германскую Формулу Форд, которую неожиданно быстро выиграл, победив на следующий год в восьми гонках из девяти проводившихся. На следующий год Ник стал третьим в европейском чемпионате Формулы-3 и выиграл его в 1997.

## Формула-3000
Молодой гонщик привлек внимание команды West в Формуле-3000, юниорского филиала «МакЛарен». В 1998 году Хайдфельд дебютировал во «второй Формуле» и с самого начала повел борьбу с Хуаном-Пабло Монтойей за чемпионский титул. Дисквалификация на последнем этапе из-за запрещенного типа топлива помешала ему выиграть чемпионат, заставив довольствоваться титулом вице-чемпиона. Ник также стал официальным тест-пилотом команды МакЛарен Формулы-1.
На следующий год Монтойя перешёл в чемпионат CART, позволив Хайдфельду легко выйти в лидеры чемпионата Формулы-3000. С самого начала Ник заметно оторвался от соперников, выиграв четыре гонки из десяти проводившихся и заранее завоевав титул чемпиона мира. Его ближайший преследователь Гонсало Родригес отставал почти вдвое, когда погиб в квалификации этапа серии CART, не закончив сезон.

## В Формуле-1

### Дебют
Хайдфельд традиционно рассматривался как протеже концерна Mercedes, благодаря чему стал тест-пилотом чемпионской команды McLaren-Mercedes. Однако Рон Деннис не был намерен увольнять успешно выступавших Хаккинена или Култхарда, поэтому Ник Хайдфельд вынужден был довольствоваться на дебютный сезон местом в команде Prost-Peugeot. Многие издания, пишущие о гонках, рассматривали тогда Хайдфельда как наиболее перспективного новичка 2000 года.
Первый сезон стал для чемпиона катастрофическим. Команда Prost, в прежние годы находившаяся среди середняков чемпионата, окончательно потеряла былую скорость, двигатели Peugeot были крайне ненадежными и часто сгорали. Хайдфельд и его партнёр Жан Алези конкурировали по скорости лишь с аутсайдерами из Minardi. Вдобавок, отношения в команде были напряженными, Ален Прост испытывал финансовые трудности. Отношения с Алези у Ника окончательно испортились после двух подряд столкновений между ними — на Гран-при Франции и в Австрии. Ни Ник Хайдфельд, ни Алези не принесли команде ни одного очка, не позволив опередить в чемпионате даже Minardi и выбраться с последнего места, что явно не удовлетворяло амбициям немца. Сразу по окончании сезона-2000 Хайдфельд покинул команду.

### Sauber и Jordan
Новым местом работы Ника стала команда Sauber, выступавшая на клиентских двигателях Ferrari прошлого года. Партнёром немца должен был стать Энрике Бернольди, но незадолго до начала сезона Петер Заубер заменил его на малоизвестного тогда финна Кими Райкконена, пожертвовав деньгами спонсора Red Bull. Сезон стал значительно более удачным, пара молодых пилотов Хайдфельд-Райкконен регулярно финишировала в очках, а сам Ник впервые попал на подиум на Гран-при Бразилии 2001 года. Команда заняла четвёртое место в Кубке конструкторов, а Хайдфельд — восьмое в личном зачёте. После того, как по ходу сезона Мика Хаккинен объявил о завершении своей карьеры, Хайдфельда рассматривали как наиболее вероятную замену финну в составе McLaren, однако по рекомендации самого Хаккинена Рон Деннис взял в команду молодого Райкконена, несмотря на то, что Хайдфельд опережал своего партнёра в чемпионате — восьмой против десятого.

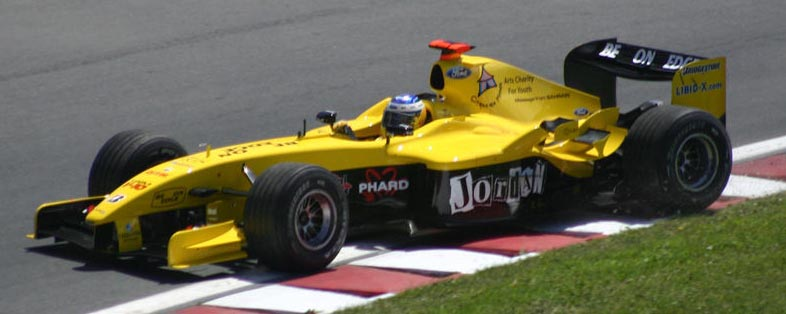
Ник Хайдфельд в 2004 году

Хайдфельд продолжил выступления за Sauber ещё два года, успешно набирая очки, хотя и не поднимался на подиум. На Гран-при Австрии 2002 года Ник попал в серьёзную аварию, столкнувшись с Такумой Сато, однако не получив травм. Хайдфельд уверенно опередил в 2002 году своего партнёра Фелипе Массу, но немного уступил в 2003 своему земляку, ветерану Хайнцу-Харальду Френтцену.
В 2004 году истек контракт Хайдфельда с Sauber, и он вынужден был искать новое место работы, уступив своё место Джанкарло Физикелле. В это время большинство вакансий были уже заняты, и Нику пришлось довольствоваться «обменом» с Физикеллой, перейдя в команду Jordan. Команда испытывала финансовые проблемы и не могла предоставить своим пилотам конкурентоспособный болид. Три очка Хайдфельда стали её единственным достижением в сезоне-2004. При первой же возможности немец покинул Jordan.

### Williams и BMW
Такой возможностью стали тесты за знаменитую команду Williams, полностью обновлявшую свой состав. Хуан-Пабло Монтойя и Ральф Шумахер покидали её, один из контрактов был уже подписан с Марком Уэббером. На место второго пилота рассматривались как наиболее вероятные кандидатуры тест-пилотов Антонио Пиццонии и Марка Жене. Обсуждалось и возвращение в команду чемпиона мира 1997 года Жака Вильнёва. Однако тесты Хайдфельда произвели достаточное впечатление на Патрика Хэда и Марио Тайссена, и Ник был утвержден в составе Williams-BMW. Не последнюю роль сыграло и желание концерна BMW иметь в составе команды немецкого пилота.

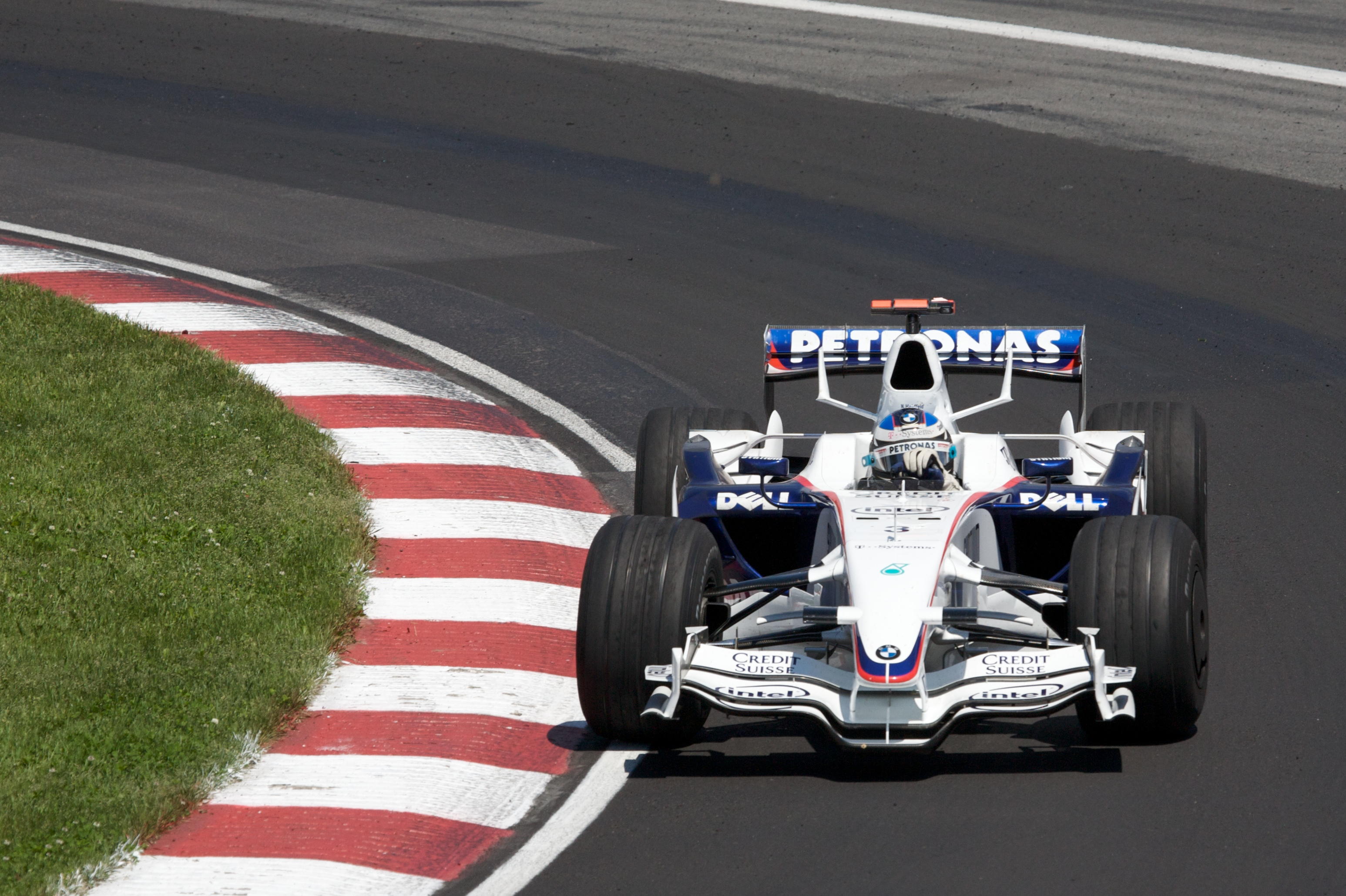
Ник лидирует на Гран-при Канады 2008 года

В составе Williams-BMW Ник проявил себя положительно.Он завоевал поул-позицию на Гран-при Европы 2005 года и финишировал вторым в Монако, где Уэббер довершил успех команды, придя третьим. Однако конец сезона для Williams выдался неудачным. Из-за конфликта между руководством команды и мотористами из BMW было принято решение о разделе команды на следующий сезон. Результаты гонщиков снизились в последних гонках. Вдобавок, Хайдфельд попал в серьёзную аварию на тестах, получил травму и вынужден был пропустить окончание сезона. Его заменял тест-пилот Антонио Пиццония.
В межсезонье 2005-06 Фрэнк Уильямс и BMW разошлись, поделив команду и гонщиков. Уэббер остался в составе Williams, в то время как Хайдфельд последовал за немецким концерном. BMW выкупили команду Sauber, преобразовав её в свою заводскую команду. Таким необычным образом Хайдфельд вернулся в Sauber, не покидая BMW.
Партнёром Хайдфельда стал ветеран, чемпион мира 1997 года Жак Вильнёв. Но несмотря на авторитет канадца, Хайдфельд увереннее него набирал очки и даже вновь финишировал на подиуме в Венгрии. Вильнёв же был отстранен от гонок после аварии на Гран-при Германии. Новым партнёром Хайдфельда стал тест-пилот BMW Роберт Кубица из Польши, вскоре также поднявшийся на подиум и получивший постоянный контракт на следующий сезон. Несмотря на то, что Ник набрал меньше очков, чем в предыдущем чемпионате, он занял девятое место в зачёте пилотов, на две позиции выше прежнего.
В этом же году произошёл курьёзный инцидент. На Гран-при Китая Хайдфельда, шедшего на высокой очковой позиции, на последнем круге выбил с трассы отстающий на круг японец Такума Сато из Super Aguri. Хайдфельд отправился в боксы Super Aguri предъявить японцу протест. Случайно он наткнулся на другого японского гонщика, Сакона Ямамото, который внешне был похож на Сато и носил такую же форму. Ник принял его за Сато и высказал ему свои претензии, а Ямамото, плохо говорящий по-английски, не мог понять, что от него хотят. Впоследствии Ник принес Сакону свои извинения, а истинный виновник, Такума Сато, был дисквалифицирован.
В межсезонье перед чемпионатом 2007 тест-пилотом BMW стал Себастьян Феттель, многообещающий пилот из Германии. В прессе циркулировали слухи о том, что он заменит либо Кубицу, либо Хайдфельда по окончании сезона. Это подстёгивало гонщиков на невольное соперничество друг с другом, в котором с самого начала повёл Хайдфельд — он регулярно набирал очки, финишировал вторым в Канаде и третьим в Венгрии. Хайдфельд закончил сезон пятым, заранее обезопасив своё место от возможных соперников. Кубица также сохранил своё место, Феттель же ещё до конца сезона перешёл в команду Scuderia Toro Rosso.

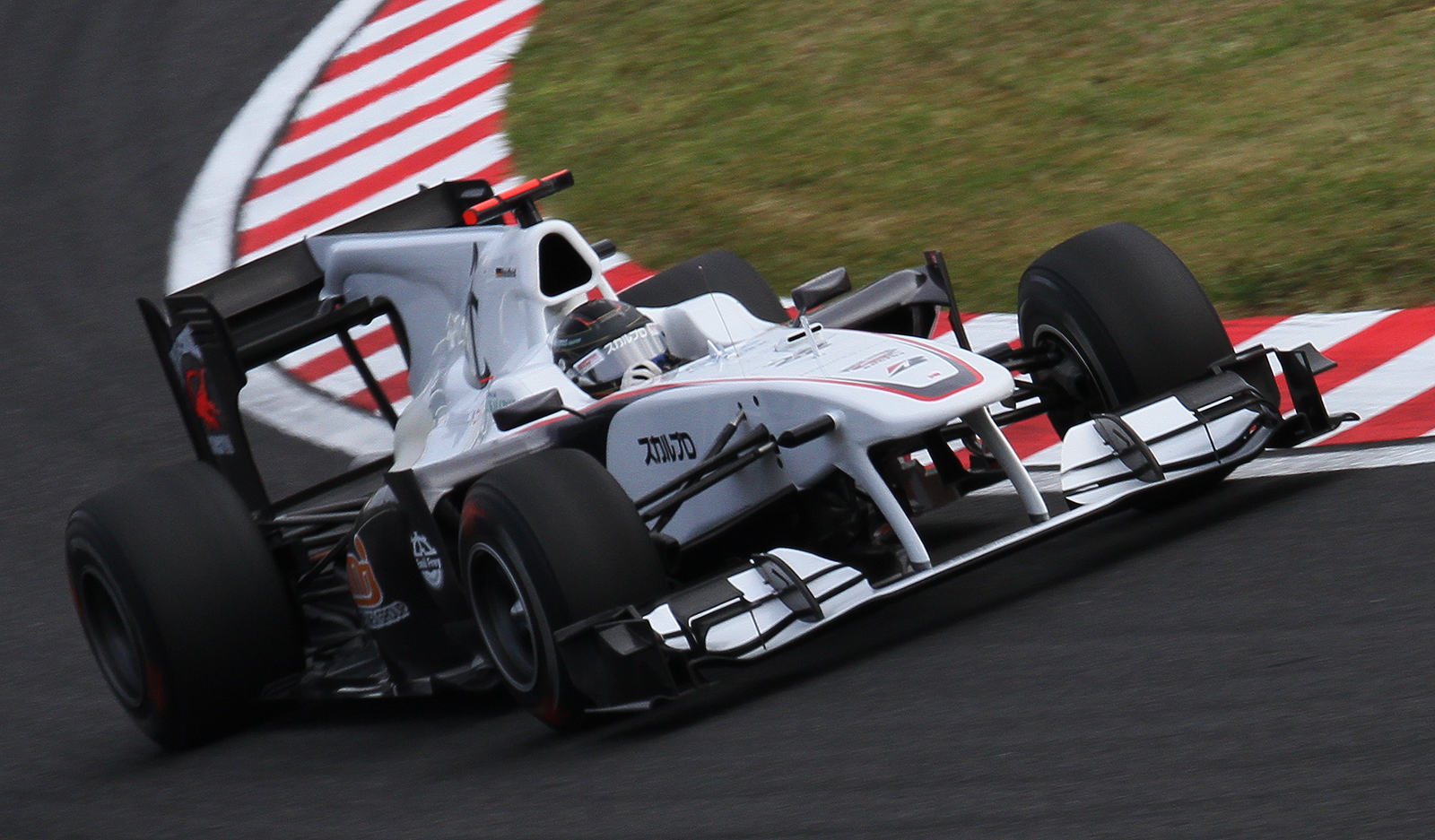
Хайдфельд пилотирует «Заубер» на Гран-при Японии 2010 года

В том же году в качестве рекламной акции Ник проехал несколько кругов по Нордшляйфе, классической конфигурации трассы Нюрбургринг, не использовавшейся с 1976 года.
Сезон 2008 года начался так же удачно, Ник побывал на подиуме в Австралии и на время вышел на второе место в чемпионате. Вместе с тем, в квалификациях он был медленнее Роберта Кубицы, результаты которого резко выросли и который смог опередить в личном зачете Ника. Вместе с Кубицей Хайдфельд завершил двойную победу BMW на Гран-при Канады 2008 года. Ник провёл в BMW и 2009 год, который для команды сложился неудачно. Неконкурентоспособная машина позволила лишь по разу финишировать на втором месте и Хайдфельду, и Кубице. Концерн BMW объявил о закрытии команды по окончании сезона из-за неудовлетворительных результатов, так что оба гонщика освобождены от своих контрактов на 2010 год. Ник провёл переговоры с командами Mercedes, McLaren и Renault, и считался основным кандидатом в состав Mercedes. Однако после того, как о своём возвращении объявил Михаэль Шумахер, это место оказалось занято. В итоге Хайдфельду было предложено место запасного пилота Mercedes.
Хайдфельд вернулся в Формулу-1 в 2010 году и провел 5 этапов в составе команды Sauber с Гран-при Сингапура до Гран-при Абу-Даби.

### Renault: новый шанс
В 2011 году Хайдфельд заменил травмированного Роберта Кубицу в команде Renault.
На Гран-при Малайзии Ник Хайдфельд поднялся на подиум, завоевав третье место впервые с 2009 года. Однако на этом его успехи и закончились. Ник не проявил достаточных лидерских качеств, по словам Эрика Булье, и не смог добиться ощутимого преимущества над вторым пилотом Lotus-Renault Виталием Петровым. Более того, россиянин разгромил Хайдфельда в квалификациях — после Гран-при Венгрии счёт был 8:3 в пользу Петрова. К этому моменту боссы Lotus-Renault сочли, что Хайдфельд не обеспечивает команде того результата, ради которого ему стоит выплачивать зарплату. В итоге контракт с Хайдфельдом был расторгнут, а его место занял обладающий лучшей спонсорской поддержкой Бруно Сенна.

## Результаты

### Картинг
| Год                 | Серия                             | Место               | Примечание          |
| Картинг (1986—1993) | Картинг (1986—1993)               | Картинг (1986—1993) | Картинг (1986—1993) |
| ------------------- | --------------------------------- | ------------------- | ------------------- |
| 1988                | Клубный чемпионат, Керпен-Мангейм |                     |                     |
| 1990                | Чемпионат Северной Вестфалии      | Чемпион             |                     |
| 1991                | Член юниорской команды ADAC       |                     |                     |
| 1992                | Юниорский чемпионат Германии      | 5                   |                     |

### Формулы
| Сезон      | Серия                          | Команда                    | Гонки            | Победы           | Поулы            | Б/Круги          | Подиумы          | Очки             | Место            |
| ---------- | ------------------------------ | -------------------------- | ---------------- | ---------------- | ---------------- | ---------------- | ---------------- | ---------------- | ---------------- |
| 1994       | Немецкая Формула-Форд 1600     | ?                          | 9                | 8                | ?                |                  |                  | ?                | 1                |
| 1995       | Немецкая Формула-Форд 1800     | ADAC Nordrhein Junior Team | ?                | 4                | ?                | ?                | ?                | 346              | 1                |
| 1996       | Немецкая Формула-3             | Opel Team BSR              | 15               | 3                | 3                | 6                | 6                | 138              | 3                |
| 1996       | Гран-при Макао Формулы-3       | Opel Team BSR              | 1                | 0                | 1                | 0                | 0                | —                | 6                |
| 1996       | Гран-при Монако Формулы-3      | Opel Team BSR              | 1                | 0                | 0                | 0                | 0                | —                | 21               |
| 1996       | Формула-3 Мастерс              | Opel Team BSR              | 1                | 0                | 0                | 0                | 1                | —                | 3                |
| 1997       | Немецкая Формула-3             | Opel Team BSR              | 18               | 5                | 5                | 7                | 11               | 224              | 1                |
| 1997       | Гран-при Монако Формулы-3      | Opel Team BSR              | 1                | 1                | 1                | 1                | 1                | Н/Д              | 1                |
| 1997       | Формула-3 Мастерс              | Opel Team BSR              | 1                | 0                | 0                | 0                | 0                | —                | 7                |
| 1998       | Формула-3000                   | McLaren Junior Team        | 12               | 3                | 2                | 3                | 7                | 58               | 2                |
| 1998       | Формула-1                      | McLaren                    | Тест-пилот       | Тест-пилот       | Тест-пилот       | Тест-пилот       | Тест-пилот       | Тест-пилот       | Тест-пилот       |
| 1999       | Формула-3000                   | McLaren Junior Team        | 10               | 4                | 4                | 6                | 7                | 59               | 1                |
| 1999       | 24 Часа Ле-Мана                | Mercedes-AMG (GTP)         | 1                | 0                | 0                | 0                | 0                | —                | НКЛ              |
| 1999       | Формула-1                      | McLaren                    | Тест-пилот       | Тест-пилот       | Тест-пилот       | Тест-пилот       | Тест-пилот       | Тест-пилот       | Тест-пилот       |
| 1999       | Формула-1                      | Prost                      | Тест-пилот       | Тест-пилот       | Тест-пилот       | Тест-пилот       | Тест-пилот       | Тест-пилот       | Тест-пилот       |
| 2000       | Формула-1                      | Prost                      | 17               | 0                | 0                | 0                | 0                | 0                | 20               |
| 2001       | Формула-1                      | Sauber                     | 17               | 0                | 0                | 0                | 1                | 12               | 8                |
| 2002       | Формула-1                      | Sauber                     | 17               | 0                | 0                | 0                | 0                | 7                | 10               |
| 2003       | Формула-1                      | Sauber                     | 16               | 0                | 0                | 0                | 0                | 6                | 14               |
| 2004       | Формула-1                      | Jordan                     | 18               | 0                | 0                | 0                | 0                | 3                | 18               |
| 2005       | Формула-1                      | Williams                   | 14               | 0                | 1                | 0                | 3                | 28               | 11               |
| 2006       | Формула-1                      | BMW Sauber                 | 18               | 0                | 0                | 0                | 1                | 23               | 9                |
| 2007       | Формула-1                      | BMW Sauber                 | 17               | 0                | 0                | 0                | 2                | 61               | 5                |
| 2008       | Формула-1                      | BMW Sauber                 | 18               | 0                | 0                | 2                | 4                | 60               | 6                |
| 2009       | Формула-1                      | BMW Sauber                 | 17               | 0                | 0                | 0                | 1                | 19               | 13               |
| 2010       | Формула-1                      | BMW Sauber F1 Team         | 5                | 0                | 0                | 0                | 0                | 6                | 18               |
| 2011       | Формула-1                      | Lotus Renault GP           | 11               | 0                | 0                | 0                | 1                | 34               | 11               |
| 2012       | FIA WEC                        | Rebellion Racing           | 3                | 0                | 0                | 0                | 1                | 42,5             | 14               |
| 2012       | 24 Часа Ле-Мана                | Rebellion Racing           | 1                | 0                | 0                | 0                | 0                | —                | 4                |
| 2012       | 24 часа Нюрбургринга - SP9     | Gemballa Racing            | 1                | 0                | 0                | 0                | 0                | —                | НФ               |
| 2012       | V8 Supercars Championship      | Rod Nash Racing            | 2                | 0                | 0                | 0                | 0                | 0                | НК               |
| 2012       | Суперкубок Порше               | Porsche AG                 | 1                | 0                | 0                | 0                | 0                | 0                | НК†              |
| 2013       | FIA WEC                        | Rebellion Racing           | 5                | 0                | 0                | 0                | 1                | 48               | 8                |
| 2013       | 24 часа Ле-Мана                | Rebellion Racing           | 1                | 0                | 0                | 0                | 0                | —                | 39               |
| 2013       | Американская серия Ле-Ман — P1 | Rebellion Racing           | 4                | 1                | 0                | 0                | 4                | 82               | 2                |
| 2014       | FIA WEC                        | Rebellion Racing           | 8                | 0                | 0                | 0                | 0                | 64,5             | 10               |
| 2014       | 24 часа Ле-Мана                | Rebellion Racing           | 1                | 0                | 0                | 0                | 0                | —                | 4                |
| 2014       | 24 часа Нюрбургринга — SP9     | Nissan GT Academy Team RJN | 1                | 0                | 0                | 0                | 0                | —                | 13               |
| 2014–15    | Формула-E                      | Venturi Grand Prix         | 11               | 0                | 0                | 0                | 1                | 31               | 12               |
| 2015       | FIA WEC                        | Rebellion Racing           | 3                | 0                | 0                | 0                | 0                | 2                | 29               |
| 2015       | 24 часа Ле-Мана                | Rebellion Racing           | 1                | 0                | 0                | 0                | 0                | —                | 23               |
| 2015–16    | Формула-E                      | Mahindra Racing            | 9                | 0                | 0                | 1                | 1                | 53               | 10               |
| 2016       | FIA WEC                        | Rebellion Racing           | 4                | 0                | 0                | 0                | 0                | 25,5             | 14               |
| 2016       | 24 часа Ле-Мана                | Rebellion Racing           | 1                | 0                | 0                | 0                | 0                | —                | 29               |
| 2016–17    | Формула-E                      | Mahindra Racing            | 12               | 0                | 0                | 0                | 5                | 88               | 7                |
| 2017       | Чемпионат IMSA — Prototype     | Rebellion Racing           | 3                | 0                | 0                | 0                | 0                | 68               | 22               |
| 2017–18    | Формула-E                      | Mahindra Racing            | 12               | 0                | 0                | 0                | 1                | 42               | 11               |
| 2018–19    | Формула-E                      | Mahindra Racing            | Резервный гонщик | Резервный гонщик | Резервный гонщик | Резервный гонщик | Резервный гонщик | Резервный гонщик | Резервный гонщик |
| 2019–20    | Формула-E                      | Mahindra Racing            | Резервный гонщик | Резервный гонщик | Резервный гонщик | Резервный гонщик | Резервный гонщик | Резервный гонщик | Резервный гонщик |
| 2020–21    | Формула-E                      | Mahindra Racing            | Резервный гонщик | Резервный гонщик | Резервный гонщик | Резервный гонщик | Резервный гонщик | Резервный гонщик | Резервный гонщик |
| 2022       | Чемпионат мира по ралли-кроссу | QEV Motorsport             | 1                | 0                | 0                | 0                | 0                | 6                | 16               |
| Источники: |                                |                            |                  |                  |                  |                  |                  |                  |                  |

† — Поскольку Хайдфельд был приглашенным гонщиком, он не мог получать очки.

## Результаты выступлений в Формуле-1
| Легенда к таблице |                                                                    |
| --- | ------------------------------------------------------------------ |
| В таблице перечислены результаты всех Гран-при Формулы-1, в которых принимал участие гонщик. Строками таблицы являются сезоны, столбцами — этапы чемпионата мира. В каждой клетке указаны сокращённое название этапа и результат, дополнительно обозначенный цветом. Расшифровка обозначений и цветов представлена в нижеследующей таблице. |                                                                    |
| \| Пример \| Описание \| \| ------------ \| ------------------------------------------------------------------ \| \| 1 \| Победитель \| \| 2 \| Второе место \| \| 3 \| Третье место \| \| 5 \| Финишировал, заработав очки \| \| Сход \| Не финишировал, но при этом заработал очки \| \| 12 \| Финишировал, не получив очков \| \| НКЛ \| Финишировал, но не попал в финальную классификацию \| \| 15 \| Участвовал вне зачёта, либо по отдельной классификации \| \| 18 \| Не финишировал, но попал в финальную классификацию \| \| Сход \| Не финишировал \| \| НКВ \| Не прошёл квалификацию \| \| НПКВ \| Не прошёл предквалификацию \| \| ДСК \| Дисквалифицирован \| \| ИСК \| Исключён из протокола соревнований \| \| ТТ \| Заявлен для участия только в тренировках \| \| НС \| Участвовал в квалификации, но не стартовал в гонке \| \| Т \| Травмирован или болен \| \| ОТК \| Отказ от участия \| \| НТР \| Прибыл на соревнования, но на трассу не выезжал \| \| НПР \| Был заявлен в числе участников, но не прибыл к началу соревнований \| \| О \| Соревнования отменены \| \| \| Не участвовал \| \| Поул-позиция \| \| \| Быстрый круг \| \| |                                                                    |
| Пример | Описание                                                           |
| 1 | Победитель                                                         |
| 2 | Второе место                                                       |
| 3 | Третье место                                                       |
| 5 | Финишировал, заработав очки                                        |
| Сход | Не финишировал, но при этом заработал очки                         |
| 12 | Финишировал, не получив очков                                      |
| НКЛ | Финишировал, но не попал в финальную классификацию                 |
| 15 | Участвовал вне зачёта, либо по отдельной классификации             |
| 18 | Не финишировал, но попал в финальную классификацию                 |
| Сход | Не финишировал                                                     |
| НКВ | Не прошёл квалификацию                                             |
| НПКВ | Не прошёл предквалификацию                                         |
| ДСК | Дисквалифицирован                                                  |
| ИСК | Исключён из протокола соревнований                                 |
| ТТ | Заявлен для участия только в тренировках                           |
| НС | Участвовал в квалификации, но не стартовал в гонке                 |
| Т | Травмирован или болен                                              |
| ОТК | Отказ от участия                                                   |
| НТР | Прибыл на соревнования, но на трассу не выезжал                    |
| НПР | Был заявлен в числе участников, но не прибыл к началу соревнований |
| О | Соревнования отменены                                              |
| | Не участвовал                                                      |
| Поул-позиция |                                                                    |
| Быстрый круг |                                                                    |

| Год  | Команда                     | Шасси            | Мотор                | 1        | 2        | 3        | 4        | 5        | 6        | 7        | 8        | 9        | 10       | 11       | 12       | 13       | 14       | 15       | 16       | 17       | 18       | 19     | Место | Очки |
| ---- | --------------------------- | ---------------- | -------------------- | -------- | -------- | -------- | -------- | -------- | -------- | -------- | -------- | -------- | -------- | -------- | -------- | -------- | -------- | -------- | -------- | -------- | -------- | ------ | ----- | ---- |
| 2000 | Gauloises Prost Peugeot     | Prost AP03       | Peugeot A20 3,0 V10  | АВС 9    | БРА Сход | САН Сход | ВЕЛ Сход | ИСП 16   | ЕВР ИСК  | МОН 8    | КАН Сход | ФРА 12   | АВТ Сход | ГЕР 12   | ВЕН Сход | БЕЛ Сход | ИТА Сход | США 9    | ЯПО Сход | МАЛ Сход |          |        | -     | 0    |
| 2001 | Sauber Petronas             | Sauber C20       | Petronas 01A 3,0 V10 | АВС 4    | МАЛ Сход | БРА 3    | САН 7    | ИСП 6    | АВТ 9    | МОН Сход | КАН Сход | ЕВР Сход | ФРА 6    | ВЕЛ 6    | ГЕР Сход | ВЕН 6    | БЕЛ Сход | ИТА 11   | США 6    | ЯПО 9    |          |        | 8     | 12   |
| 2002 | Sauber Petronas             | Sauber C21       | Petronas 02A 3,0 V10 | АВС Сход | МАЛ 5    | БРА Сход | САН 10   | ИСП 4    | АВТ Сход | МОН 8    | КАН 12   | ЕВР 7    | ВЕЛ 6    | ФРА 7    | ГЕР 6    | ВЕН 9    | БЕЛ 10   | ИТА 10   | США 9    | ЯПО 7    |          |        | 10    | 7    |
| 2003 | Sauber Petronas             | Sauber C22       | Petronas 03A 3,0 V10 | АВС Сход | МАЛ 8    | БРА Сход | САН 10   | ИСП 10   | АВТ Сход | МОН 11   | КАН Сход | ЕВР 8    | ФРА 13   | ВЕЛ 17   | ГЕР 10   | ВЕН 9    | ИТА 9    | США 5    | ЯПО 9    |          |          |        | 14    | 6    |
| 2004 | Benson & Hedges Jordan Ford | Jordan EJ14      | Ford RS2 3,0 V10     | АВС Сход | МАЛ Сход | БАХ 15   | САН Сход | ИСП Сход | МОН 7    | ЕВР 10   | КАН 8    | США Сход | ФРА 16   | ВЕЛ 15   | ГЕР Сход | ВЕН 12   | БЕЛ 11   | ИТА 15   | КИТ 13   | ЯПО 13   | БРА Сход |        | 18    | 3    |
| 2005 | BMW WilliamsF1 Team         | Williams FW27    | BMW P84/5 3,0 V10    | АВС Сход | МАЛ 3    | БАХ Сход | САН 6    | ИСП 10   | МОН 2    | ЕВР 2    | КАН Сход | США НС   | ФРА 15   | ВЕЛ 12   | ГЕР 11   | ВЕН 6    | ТУР Сход | ИТА НС   | БЕЛ Т    | БРА Т    | ЯПО Т    | КИТ Т  | 11    | 28   |
| 2006 | BMW Sauber F1 Team          | BMW Sauber F1,06 | BMW P86 2,4 V8       | БАХ 12   | МАЛ Сход | АВС 4    | САН 13   | ЕВР 10   | ИСП 8    | МОН 7    | ВЕЛ 7    | КАН 7    | США Сход | ФРА 8    | ГЕР Сход | ВЕН 3    | ТУР 14   | ИТА 8    | КИТ 7    | ЯПО 8    | БРА Сход |        | 9     | 23   |
| 2007 | BMW Sauber F1 Team          | BMW Sauber F1,07 | BMW P86/7 2,4 V8     | АВС 4    | МАЛ 4    | БАХ 4    | ИСП Сход | МОН 6    | КАН 2    | США Сход | ФРА 5    | ВЕЛ 6    | ЕВР 6    | ВЕН 3    | ТУР 4    | ИТА 4    | БЕЛ 5    | ЯПО 14   | КИТ 7    | БРА 6    |          |        | 5     | 61   |
| 2008 | BMW Sauber F1 Team          | BMW Sauber F1,08 | BMW P86/8 2,4 V8     | АВС 2    | МАЛ 6    | БАХ 4    | ИСП 9    | ТУР 5    | МОН 14   | КАН 2    | ФРА 13   | ВЕЛ 2    | ГЕР 4    | ВЕН 10   | ЕВР 9    | БЕЛ 2    | ИТА 5    | СИН 6    | ЯПО 9    | КИТ 5    | БРА 10   |        | 6     | 60   |
| 2009 | BMW Sauber F1 Team          | BMW Sauber F1,09 | BMW P86/9 2,4 V8     | АВС 10   | МАЛ 2    | КИТ 12   | БАХ 19   | ИСП 7    | МОН 11   | ТУР 11   | ВЕЛ 15   | ГЕР 10   | ВЕН 11   | ЕВР 11   | БЕЛ 5    | ИТА 7    | СИН Сход | ЯПО 6    | БРА Сход | АБУ 5    |          |        | 13    | 19   |
| 2010 | BMW Sauber F1 Team          | BMW Sauber C29   | Ferrari 056 2,4 V8   | БАХ      | АВС      | МАЛ      | КИТ      | ИСП      | МОН      | ТУР      | КАН      | ЕВР      | ВЕЛ      | ГЕР      | ВЕН      | БЕЛ      | ИТА      | СИН Сход | ЯПО 8    | КОР 9    | БРА 17   | АБУ 11 | 18    | 6    |
| 2011 | Lotus Renault GP            | Renault R31      | Renault RS27-2011    | АВС 12   | МАЛ 3    | КИТ 12   | ТУР 7    | ИСП 8    | МОН 8    | КАН Cxoд | ЕВР 10   | ВЕЛ 8    | ГЕР Cxoд | ВЕН Сход | БЕЛ      | ИТА      | СИН      | ЯПО      | КОР      | ИНД      | АБУ      | БРА    | 11    | 34   |